# الحلوى الصلبة (فلم)
الحلوى الصلبة (بالإنجليزية: Hard Candy) هو فيلم إثارة نفسية ودراما أمريكي صدر سنة 2005 وأخرجه ديفيد سليد، بينما كتب بريان نيلسون سيناريو الفيلم. الفيلم من بطولة إليوت بايج وباتريك ويلسون. يُعد هذا الفيلم أول فيلم روائي طويل يُخرجه ديفيد سليد، وهُو الذي كان يُخرج مقاطع الفيديو الموسيقية بشكل أساسي.
عُرض الفيلم لأول مرة في دورة سنة 2005 من مهرجان صندانس السينمائي، ثُم عُرض بعد ذلك في أبريل 2006 في مهرجان فلوريدا السينمائي. صدر الفيلم بشكل محدود في مسارح الولايات المتحدة. حقق الفيلم إيرادات فاقت 7 ملايين دولار، منها أرباح بقيمة مليون دولار في الولايات المُتحدة، بمُقابل ميزانية إنتاج بلغت 950 ألف دولار.
فاز فيلم «الحلوى الصلبة» بثلاث جوائز في دورة سنة 2005 من مهرجان سيتجس السينمائي، وأربع جوائز أخرى في دورة سنة 2006 من مهرجان مالقة السينمائي، وحصل الفيلم أيضًا على جائزة «فيلم السنة» في حفل توزيع جوائز (بالإنجليزية: Phoenix Film Critics Society) لعام 2006. فازت إيليوت بيج بجائزة أفضل مُمثلة في حفل توزيع جوائز جمعية أوستن لنقاد السينما لسنة 2006.

## القصة
تتحادث هايلي ستارك البالغة من العُمر 14 عامًا مع المُصور جيف كولفر البالغ من العمر 32 عامًا من خلال دردشة عبر الإنترنت مليئة بالعبارات الحميمية. يلتقي جيف وهايلي بعد ذلك في مقهى، ثُم يذهبان بعدها إلى منزل جيف. تُحضر هايلي شرابا لجيف، وتطلب من هذا الأخير التقاط صور لها. بعد لحظات قليلة، يفقد جيف وعيه قبل حتى أن يتمكن من التقاط تلك الصور.
عندما استيقظ جيف، يجد نفسه مُقيدا بأحد الكراسي. تشرح هايلي لجيف بأنها كانت تتعقبه، وبأنها قد خدّرته كونها تعلم بأنه مُتحرش جنسيا للأطفال ومُغتصب وقاتل. ينفي جيف هذه المزاعم، مُدعيا بأن نواياه بريئة. تُفتش هايلي منزل جيف وتجد بندقيته وخزنة. في الخزنة، عثرت هايلي على صُور عدة، من بينها صورة لدونا ماور، وهي فتاة من البلدة كانت قد اختُطفت ولا تزال مفقودة. ينفي جيف تورطه في اختفاء ماور، ويمُد بعد ذلك يده ليلتقط بندقيته. عندما هاجم هايلي، قامت هذه الأخيرة بخنقه باستخدام كيس بلاستيكي.
عندما استفاق جيف، وجد نفسه مُقيدًا بطاولة فولاذية مع كيس من الثلج موضوع على أعضائه التناسلية. تُخبر هايلي جيف بأنها ستُخصيه. يُهدد جيف هايلي تارة، ويتودد إليها تارة أخرى. بعدما لم ينفع ذلك، حاول جيف الحصول على تعاطف هايلي بعد أن أخبرها بأنه قد آذاه أحدهم عندما كان طفلاً. بعد انتهاء عملية الإخصاء التي لم يشعُر بها جيف بسبب تخدير الثلج لأعضائه التناسلية، تُغادر هايلي المطبخ، مُخبرة جيف بأنها ستستحم.
يُحرر جيف نفسه ويُدرك أنه لم يُصب بأذى. انطلق غاضبًا ليصل إلى هايلي في الحمام، حيث من المُفترض أنها تستحم. يُهاجم بالمشرط، لكنه يجد الحمام فارغًا. تُهاجمه هايلي من الخلف، وبينما هم يتعاركون، تضرب هايلي جيف بمُسدس للصعق الكهربائي وتُعيق حركته.
تتظاهر هايلي بكونها ضابطة شرطة وتطلب من جانيل صديقة جيف السابقة في مُكالمة هاتفية، أن تأتي فورا إلى منزل جيف. بعد أن استعاد جيف وعيه، يجد أن هايلي قد ربطت معصميه وقيدته إلى كرسي في مطبخه، ثُم جعلته في وضعية الوقوف، ووضعت بعد ذلك حبل المشنقة حول رقبته. تعرض هايلي لجيف عرضًا مفاده بأنه إذا انتحر، فإنها تعده بمحو جميع الأدلة على جرائمه، ولكن إذا رفض، فإنها ستكشف كُل أسراره. قاطع المُحادثة قرع لأحد الجيران على الباب الأمامي للمنزل. عندما عادت هايلي، وجدت جيف قد فك نفسه عن قيوده وقد هم بمُطاردتها إلى سطح منزله. أحضرت هايلي حبلا من المطبخ وصنعت منه حبل مشنقة وثبتته بالمدخنة. تصعق هايلي جيف مرة أخرى بمُسدس الصعق.
يعترف جيف بأنه شاهد رجلا آخر كان قد اغتصب وقتل دونا ماور. يعد جيف هايلي بأنها إن أنقذت حياته، فسوف يُخبرها باسم الرجل الآخر حتى تتمكن من الانتقام منه. تُخبره هايلي بأنها تعرف اسمه بالفعل، وان اسمه هُو آرون، وأن آرون هذا اعترف بأن جيف هُو مُرتكب الجريمة، وذلك قبل أن ينتحر بعد ذلك. وصلت جانيل إلى المنزل، وحثت هايلي جيف مرة أخرى على شنق نفسه، ووعدت بأنها ستتلف الأدلة. بعد أن أصبح في وضعية المُنهزم، يترك جيف هايلي لتُمرر حبل المشنقة حول عنقه. بعد موته عن طريق الشنق تتفوه هايلي بعبارة «أو لا»، ثُم تجمع بعد ذلك أغراضها وتهرب في اتجاه الغابة.

## طاقم التمثيل
- إليوت بيج[ا] في دور هايلي ستارك.
- باتريك ويلسون في دور جيف كولفر.
- ساندرا أوه في دور جودي توكودا، الجارة.
- جينيفر هولمز في دور جانيل روجرز.
- إيرين كرافت في دور دونا ماور في الصور.
- غايب كير في دور كاتب ملفات في نايتهاوكس.
- كوري برايت في دور فتاة في نايتهاوكس.

## الإنتاج
من العناوين الأولية لسيناريو الفيلم كان عُنوانا «الثأر» (بالإنجليزية: Vendetta) و«سنيب سنيب» (بالإنجليزية: Snip Snip). أراد المُنتج من عُنوان الفيلم أن يمزج ما بين «السكر والتوابل ومزيج من الخشونة القاسية والبراءة والضعف»، فاختار في الأخير عُنوان «الحلوى الصلبة» (بالإنجليزية: Hard Candy).

## الاستقبال

### شباك التذاكر
عُرض الفيلم لأول مرة في دورة سنة 2005 من مهرجان صندانس السينمائي ضمن عرض مُنتصف الليل. كما عُرض أيضا في مهرجان فلوريدا السينمائي في 1 أبريل 2006.
على مُستوى العرض المسرحي، عُرض فيلم الحلوى الصلبة في مسرحين في لوس أنجلوس ومدينة نيويورك في 14 أبريل 2006، وذلك في إصدار محدود في الولايات المُتحدة الأمريكية. خلال عُطلة نهاية الأسبوع الافتتاحية للفيلم، حقق هذا الأخير إيرادات بقيمة 58.049 دولار أمريكي، أي بمُتوسط 29.704 دولار لكُل مسرح. ذكرت بوكس أوفيس موجو أن الفيلم حصد في إجمالي إيراداته من شبابيك التذاكر في أمريكا الشمالية مبلغ 1.024.640 دولار أمريكي، ومبلغ 5.997.569 دولار أمريكي في باقي مناطق العالم، ليحصُد الفيلم بشكل إجمالي إيرادات بقيمة 7.022.209 دولار أمريكي. قدر موقع ذي نمبرز إجمالي إيرادات الفيلم في مبلغ 8,26 مليون دولار أمريكي، منها إيرادات بقيمة 7.242.426 دولار خارج أمريكا الشمالية.

### الاستقبال النقدي
حظي الفيلم بآراء إيجابية من النقاد في المُجمل. فعلى موقع الطماطم الفاسدة، حصل الفيلم على تقييم 67٪ بناء على 148 مُراجعة نقدية، مع مُتوسط تقييم بلغ 6,50/10. أجمع نقاد الموقع على أن فيلم الحلوى الصلبة: «مُزعج ومُثير للجدل، ولكنه مُمتع تمامًا، وهو مكتوب بشكل جيد، مع أداء قوي لأبطال الفيلم، خُصوصا من جانب المُمثلة الصاعدة إيلين بيج، وهذا الفيلم يبقى مع المُشاهد لفترة طويلة من بعد مُغادرته المسرح.» أما على موقع ميتاكريتيك، فقد حصل الفيلم على تنقيط 58 من أصل 100 بناء على 30 مراجعة، وقد تلقى الفيلم على هذا الموقع «تقييمات مُختلطة أو متوسطة» في الغالب.

## الجوائز والترشيحات
فاز فيلم «الحلوى الصلبة» بثلاث جوائز في حفل سنة 2005 من مهرجان سيتجس السينمائي، وأربع جوائز أُخرى في نُسخة سنة 2006 من مهرجان مالقة السينمائي. فاز الفيلم أيضًا بجائزة «فيلم السنة» (بالإنجليزية: Overlooked Film of the Year) في حفل توزيع جوائز «جمعية فينيكس لنقاد السينما» (بالإنجليزية: Phoenix Film Critics Society) لسنة 2006. فازت بيج بجائزة أفضل مُمثلة في حفل توزيع جوائز جمعية أوستن لنقاد السينما لسنة 2006. كما رُشحت بيج أيضا لنيل «جائزة أفضل مُمثلة صاعدة» في حفل توزيع جوائز جمعية نقاد السينما عبر الإنترنت، ونفس الجائزة في حفل توزيع جوائز إمباير الثاني عشر سنة 2007. رُشح فيلم «الحلوى الصلبة» لجائزة أفضل فيلم أجنبي مُستقل في حفل توزيع جوائز السينما المُستقلة البريطانية لسنة 2006، كما رُشح المقطع الدعائي للفيلم لجائزة أفضل فيلم إثارة وجائزة أفضل تريلر في حفل توزيع جوائز العرض الدعائي الذهبي السابع سنة 2006.
| السنة | حفل توزيع الجوائز                 | الجائزة                              | المُرشح (ة)    | النتيجة | مراجع  |
| ----- | --------------------------------- | ------------------------------------ | ------------- | ------- | ------ |
| 2006  | جوائز جمعية أوستن لنقاد السينما   | أفضل ممثلة                           | إليوت بيج     | فوز     | [ 19 ] |
| 2006  | جوائز السينما المستقلة البريطانية | أفضل فيلم أجنبي مُستقل                | الحلوى الصلبة | رُشِّح     | [ 20 ] |
| 2007  | جوائز إمباير                      | أفضل مُمثلة صاعدة                     | إليوت بيج     | رُشِّح     | [ 21 ] |
| 2006  | جوائز العرض الدعائي الذهبي        | أفضل فيلم إثارة                      | تريلر الفيلم  | رُشِّح     | [ 22 ] |
| 2006  | جوائز العرض الدعائي الذهبي        | أفضل تريلر                           | تريلر الفيلم  | رُشِّح     | [ 22 ] |
| 2006  | مهرجان مالقة للسينما الإسبانية    | أفضل فيلم                            | الحلوى الصلبة | فوز     |        |
| 2006  | مهرجان مالقة للسينما الإسبانية    | أفضل مخرج                            | ديفيد سليد    | فوز     |        |
| 2006  | مهرجان مالقة للسينما الإسبانية    | أفضل ممثلة                           | إليوت بيج     | فوز     |        |
| 2006  | مهرجان مالقة للسينما الإسبانية    | أفضل تصوير سينمائي                   | جو ويليمز     | فوز     |        |
| 2006  | جمعية نقاد السينما عبر الإنترنت   | أفضل أداء لمُمثل صاعد                 | إليوت بيج     | رُشِّح     | [ 23 ] |
| 2006  | جوائز جمعية فينيكس لنقاد السينما  | فيلم السنة                           | الحلوى الصلبة | فوز     |        |
| 2005  | مهرجان سيتجس السينمائي            | أفضل فيلم                            | ديفيد سليد    | فوز     | [ 24 ] |
| 2005  | مهرجان سيتجس السينمائي            | أفضل فيلم روائي طويل (جائزة الجمهور) | ديفيد سليد    | فوز     | [ 24 ] |
| 2005  | مهرجان سيتجس السينمائي            | أفضل سيناريو                         | برايان نيلسون | فوز     | [ 24 ] |

## نسخ أخرى
أُصدرت نُسخة الدي في دي في الولايات المُتحدة في 19 سبتمبر 2006، وقد ضمت هذه النسخة نوعين من التعليق الصوتي ، وفيلما مُتوسطا مُدته 52 دقيقة، وستة مشاهد محذوفة، إضافة إلى سيناريو الفيلم ومُلاحظات المُخرج، وتريلرات لفيلم «الحلوى الصلبة» وأفلام أخرى وزعتها ليونزغيت إنترتينمنت. أعطى فرانسيس ريزو عن موقع دي في دي توك تنقيطا إيجابيا لنُسخة الدي في دي هاته، وقد أشاد أيضا بجودتها وبالإضافات التي جاءت ضمنها. أصدرت ليونزغايت هوم إنترتاينمنت نُسخة البلوراي في 5 أكتوبر 2010، واحتوت على نفس الإضافات التي أُضيفت في نُسخة الدي في دي. أعطى كُل من آرون بيك عن موقع (بالإنجليزية: High-Def Digest) وجيفري كوفمان عن موقع (بالإنجليزية: Blu-ray.com) نُسخة البلوراي تنقيط أربعة من أصل خمسة نجوم.

## روابط خارجية
الحلوى الصلبة على موقع IMDb (الإنجليزية)
- الحلوى الصلبة على موقع ميتاكريتيك (الإنجليزية)
- الحلوى الصلبة على موقع روتن توميتوز (الإنجليزية)
- الحلوى الصلبة على موقع نتفليكس (الإنجليزية)
- الحلوى الصلبة على موقع ألو سيني (الفرنسية)
- الحلوى الصلبة على موقع Turner Classic Movies (الإنجليزية)
- الحلوى الصلبة على موقع أول موفي (الإنجليزية)
- الحلوى الصلبة على موقع بوكس أوفيس موجو (الإنجليزية)
- الحلوى الصلبة على موقع فيلمافينيتي (الإسبانية)
- الحلوى الصلبة على موقع قاعدة بيانات الأفلام السويدية (السويدية)